# ماریانو مارتین
ماریانو مارتین (انگلیسی: Mariano Martín; ۲۰ اکتبر ۱۹۱۹ – ۹ سپتامبر ۱۹۹۸) بازیکن فوتبال اهل اسپانیا بود.
از باشگاه‌هایی که در آن بازی کرده‌است می‌توان به باشگاه خیمناستیک تاراگونا و باشگاه فوتبال بارسلونا اشاره کرد.
وی همچنین در تیم ملی فوتبال اسپانیا بازی کرده‌است.